# World Hard Court Championships
World Hard Court Championships (zkratka WHCC; česky: Mistrovství světa na tvrdých dvorcích; v současnosti je používán také název World Clay Court Championships) byl antukový tenisový turnaj, často považovaný za skutečného předchůdce French Open. Konal se v Paříži letech 1912 až 1923, roku 1924 se neuskutečnil pro konání letních olympijských her ve francouzském hlavním městě. Dějištěm byl areál Stade Français v Saint-Cloud, s výjimkou roku 1922. Tehdy se událost odehrála v bruselském Klubu krále Leopolda.
Druhý pařížský turnaj konaný v Racing Clubu se v roce 1925 transformoval na French Championships a od otevřené éry tenisu v roce 1968 nese současný název French Open. Do roku 1925 však byla účast na této události umožněna jen tenistům, kteří byli registrováni ve Francouzském tenisovém svazu. Jednalo se o uzavřené mistrovství.
Mistrovství světa na antukovém dvorci mělo naopak mezinárodní charakter, mohli se jej účastnit i zahraniční tenisté a jeho kvalita byla vyšší. Mezi vítězi byli šampióni jiných grandslamů, respektive nejlepší hráči světa jako Tony Wilding či Bill Tilden.
Od roku 1925 se hrál pouze French Championships nově otevřený zahraničním hráčům, v letech 1925 a 1927 na Stade Français a roku 1926 v Racing Clubu. Od roku 1928 získal druhý grandslam tenisové sezóny domov na Stade Roland Garros.

## Vítězové

### Mužská dvouhra
| Rok  | Vítěz                          | Finalista      | Výsledek                | Místo konání               | Povrch |
| ---- | ------------------------------ | -------------- | ----------------------- | -------------------------- | ------ |
| 1912 | Otto Froitzheim                | Oskar Kreuzer  | 6-2, 7-5, 4-6, 7-5      | Stade Français, Paříž      | antuka |
| 1913 | Tony Wilding                   | Andre Gobert   | 6-3, 6-3, 1-6, 6-4      | Stade Français             | antuka |
| 1914 | Tony Wilding                   | Count Salm     | 6-0, 6-2, 6-4           | Stade Français             | antuka |
| 1915 | nekonáno – první světová válka |                |                         |                            |        |
| 1916 | nekonáno – první světová válka |                |                         |                            |        |
| 1917 | nekonáno – první světová válka |                |                         |                            |        |
| 1918 | nekonáno – první světová válka |                |                         |                            |        |
| 1919 | nekonáno – první světová válka |                |                         |                            |        |
| 1920 | William Laurentz               | Andre Gobert   | 9-7, 6-2, 3-6, 6-2      | Stade Français             | antuka |
| 1921 | Bill Tilden                    | Jean Washer    | 6-3, 6-3, 6-3           | Stade Français             | antuka |
| 1922 | Henri Cochet                   | Count de Gomar | 6-0, 2-6, 4-6, 6-1, 6-2 | Royal Leopold Club, Brusel | antuka |
| 1923 | Bill Johnston                  | Jean Washer    | 4-6, 6-2, 6-2, 4-6, 6-3 | Stade Français             | antuka |
| 1924 | nekonáno - LOH 1924            |                |                         |                            |        |